# Tu bandera es un lampo de cielo
Tu bandera es un lampo de cielo (Din flagga är ett himmelskt ljus) är Honduras nationalsång, antagen 1915. Texten på sju verser och refräng är skriven av Augusto Constancio Coello och musiken av Carlos Hartling.